# Copa Africana de Naciones de Fútbol Playa
La Copa Africana de Naciones de Fútbol Playa es el torneo de fútbol playa más importante a nivel de selecciones nacionales de África y es organizado por la Confederación Africana de Fútbol, el cual otorga dos plazas para la Copa Mundial de Fútbol Playa de FIFA.

## Historia
Fue creado en el año 2006 por orden de la FIFA debido a que se dijo que cada confederación perteneciente al organismo tenía que disputar una eliminatoria para definir a los representantes de cada confederación en la Copa Mundial de Fútbol Playa de FIFA.

## Historial
| Año                                       | Sede           | Campeón    | Final Resultado | Subcampeón      | Tercer lugar    | Resultado      | Cuarto lugar    |
| ----------------------------------------- | -------------- | ---------- | --------------- | --------------- | --------------- | -------------- | --------------- |
| Campeonato de Fútbol Playa de la CAF      |                |            |                 |                 |                 |                |                 |
| 2006 Detalle                              | Durban         | Camerún    | 5:3             | Nigeria         | Egipto          | 8:3            | Costa de Marfil |
| 2007 Detalle                              | Durban         | Nigeria    | 6:5             | Senegal         | Costa de Marfil | 2:0            | Sudáfrica       |
| 2008 Detalle                              | Durban         | Senegal    | 12:6            | Camerún         | Costa de Marfil | 6:3            | Egipto          |
| 2009 Detalle                              | Durban         | Nigeria    | 7:4             | Costa de Marfil | Senegal         | 6:4            | Egipto          |
| 2011 Detalle                              | Casablanca     | Senegal    | 7:4             | Nigeria         | Egipto          | 4:4 (1-0 pen.) | Madagascar      |
| 2013 Detalle                              | El Jadida      | Senegal    | 4:1             | Costa de Marfil | Marruecos       | 7:2            | Nigeria         |
| Copa Africana de Naciones de Fútbol Playa |                |            |                 |                 |                 |                |                 |
| 2015 Detalle                              | Roche Caiman   | Madagascar | 1:1 (2-1 pen.)  | Senegal         | Nigeria         | 9:1            | Costa de Marfil |
| 2016 Detalle                              | Lagos          | Senegal    | 8:4             | Nigeria         | Egipto          | 4:1            | Marruecos       |
| 2018 Detalle                              | Sharm el-Sheij | Senegal    | 6:1             | Nigeria         | Egipto          | 3:2            | Marruecos       |
| 2021 Detalle                              | Saly           | Senegal    | 4:1             | Mozambique      | Marruecos       | 5:3            | Uganda          |
| 2022 Detalle                              | Vilanculos     | Senegal    | 2:2 (6-5 pen.)  | Egipto          | Marruecos       | 6:4            | Mozambique      |
| 2024 Detalle                              | Hurgada        | Senegal    | 6:1             | Mauritania      | Marruecos       | 4:3            | Egipto          |

## Palmarés
En cursiva, los años en que el equipo logró dicha posición como local.
| País            | Campeón                                            | Subcampeón                 | Tercer lugar               | Cuarto lugar         |
| --------------- | -------------------------------------------------- | -------------------------- | -------------------------- | -------------------- |
| Senegal         | 8 (2008, 2011, 2013, 2016, 2018, 2021, 2022, 2024) | 2 (2007, 2015)             | 1 (2009)                   | -                    |
| Nigeria         | 2 (2007, 2009)                                     | 4 (2006, 2011, 2016, 2018) | 1 (2015)                   | 1 (2013)             |
| Camerún         | 1 (2006)                                           | 1 (2008)                   | -                          | -                    |
| Madagascar      | 1 (2015)                                           | -                          | -                          | 1 (2011)             |
| Costa de Marfil | -                                                  | 2 (2009, 2013)             | 2 (2007, 2008)             | 2 (2006, 2015)       |
| Egipto          | -                                                  | 1 (2022)                   | 4 (2006, 2011, 2016, 2018) | 3 (2008, 2009, 2024) |
| Mozambique      | -                                                  | 1 (2021)                   | -                          | 1 (2022)             |
| Mauritania      | -                                                  | 1 (2024)                   | -                          | -                    |
| Marruecos       | -                                                  | -                          | 4 (2013, 2021, 2022, 2024) | 2 (2016, 2018)       |
| Sudáfrica       | -                                                  | -                          | -                          | 1 (2007)             |
| Uganda          | -                                                  | -                          | -                          | 1 (2021)             |

## Premios y reconocimientos
| Año  | Goleador                   | Goles | Mejor jugador         | Mejor portero         | Ref. |
| ---- | -------------------------- | ----- | --------------------- | --------------------- | ---- |
| 2006 | Gabriel Agu Mark Williams  | 9     | Frédéric Aka          | Pascal Mbeyo          |      |
| 2007 | Isiaka Olawale Gabriel Agu | 14    | Frédéric Aka          | Al Seyni Ndiaye       |      |
| 2008 | Stephane Bobou             | 12    | Pape Koukpaki         | Kevin Enam            |      |
| 2009 | Isiaka Olawale             | 14    | Isiaka Olawale        | Kevin Enam            |      |
| 2011 | Babacar Fall               | 8     | Isiaka Olawale        | Al Seyni Ndiaye       |      |
| 2013 | Abu Azeez                  | 12    | Nassim El Hadaoui     | Al Seyni Ndiaye       |      |
| 2015 | Alexander Adjei            | 15    | Toky Randriamampandry | Jhorialy Rafalimanana |      |
| 2016 | Babacar Fall               | 11    | Emeka Ogbonna         | Al Seyni Ndiaye       |      |
| 2018 | Assouan Kablan             | 10    | Abu Azeez             | Al Seyni Ndiaye       |      |
| 2021 | Nelson Manuel              | 10    | Nelson Manuel         | Al Seyni Ndiaye       |      |
| 2022 | Mandione Diagne            | 10    | Mandione Diagne       | Al Seyni Ndiaye       |      |
| 2024 | Alexander Adjetey          | 11    | Ninou Diatta          | Mohamed Ahmed         |      |

## Desempeño
| Años \ Equipos  | 2006 (6) | 2007 (8) | 2008 (8) | 2009 (9) | 2011 (9) | 2013 (8) | 2015 (8) | 2016 (8) | 2018 (8) | 2021 (7) | 2022 (8) | 2024 (8) |    | Parts. ⁄11 |
| --------------- | -------- | -------- | -------- | -------- | -------- | -------- | -------- | -------- | -------- | -------- | -------- | -------- | -- | ---------- |
| Argelia         | ×        | ×        | ×        | ×        | 6º       | ×        | ×        | ×        | ×        | ×        | ×        | ×        | 1  |            |
| Camerún         | 1º       | R1       | 2º       | ×        | ×        | ×        | ××       | ×        | ×        | ×        | •        | ×        | 3  |            |
| Cabo Verde      | ×        | 6º       | R1       | ×        | ×        | ×        | ×        | •        | ×        | ×        | ×        | ×        | 2  |            |
| Egipto          | 3º       | 5º       | 4º       | 4º       | 3º       | R1       | 6º       | 3º       | 3º       | 5º       | 2º       | 4º       | 12 |            |
| Ghana           | ×        | ×        | ×        | ×        | ×        | R1       | 7º       | 7º       | ×        | ××       | •        | 5º       | 4  |            |
| Costa de Marfil | 4º       | 3º       | 3º       | 2º       | 7º       | 2º       | 4º       | 6º       | 6º       | ××       | •        | •        | 9  |            |
| Libia           | ×        | ×        | ×        | R1       | 8º       | R1       | ××       | 8º       | 8º       | ××       | ××       | ×        | 5  |            |
| Madagascar      | ×        | ×        | ×        | ×        | 4º       | R1       | 1º       | 5º       | 5º       | ××       | R1       | ×        | 6  |            |
| Malaui          | ×        | ×        | ×        | ×        | ×        | ×        | ×        | ×        | ×        | ×        | 6º       | 7º       | 2  |            |
| Mauritania      | ×        | ×        | ×        | ×        | ×        | ×        | ×        | ×        | ×        | ×        | ×        | 2º       | 1  |            |
| Mauricio        | ×        | ×        | ×        | R1       | ×        | ×        | •        | ×        | ×        | ×        | ×        | ×        | 1  |            |
| Marruecos       | 6º       | ×        | ×        | 5º       | 5º       | 3º       | 5º       | 4º       | 4º       | 3º       | 3º       | 3º       | 10 |            |
| Mozambique      | ×        | R1       | R1       | 6º       | ×        | ×        | •        | •        | •        | 2º       | 4º       | 6º       | 6  |            |
| Nigeria         | 2º       | 1º       | R1       | 1º       | 2º       | 4º       | 3º       | 2º       | 2º       | ×        | xx       | •        | 10 |            |
| Senegal         | ×        | 2º       | 1º       | 3º       | 1º       | 1º       | 2º       | 1º       | 1º       | 1º       | 1º       | 1º       | 11 |            |
| Seychelles      | ×        | ×        | ×        | ×        | ×        | ×        | 8º       | ×        | ×        | 7º       | •        | •        | 2  |            |
| Sudáfrica       | 5º       | 4º       | R1       | R1       | 9º       | ×        | •        | ×        | ××       | ×        | ×        | ×        | 5  |            |
| Tanzania        | ×        | ×        | ×        | ×        | ×        | ×        | •        | •        | 7º       | 6º       | •        | 8º       | 3  |            |
| Uganda          | ×        | ×        | ×        | ×        | ×        | ×        | •        | ××       | •        | 4º       | 5º       | ××       | 2  |            |

### Simbología
| - 1º – Campeón - 2º – Finalista - 3º – 3º Lugar - 4º – 4º Lugar - 5º-9º – Quinto al Noveno lugar - R1 – Fase de grupos | - × – No participó - ×× – Participó de la clasificación pero se retiró - • – No clasificó - •• – Clasificó pero se retiró - q – Clasificado - – Anfitrión |

## Participación en los Mundiales
| Equipos \ Años               | 2005*                        | 2006                         | 2007                         | 2008                         | 2009                         | 2011                         | 2013                         | 2015                         | 2017                         | 2019                         | 2021                         | 2023                         | 2025                         | Total |
| ---------------------------- | ---------------------------- | ---------------------------- | ---------------------------- | ---------------------------- | ---------------------------- | ---------------------------- | ---------------------------- | ---------------------------- | ---------------------------- | ---------------------------- | ---------------------------- | ---------------------------- | ---------------------------- | ----- |
| Camerún                      |                              | R1                           |                              | R1                           |                              |                              |                              |                              |                              |                              |                              |                              |                              | 2     |
| Costa de Marfil              |                              |                              |                              |                              | R1                           |                              | R1                           |                              |                              |                              |                              |                              |                              | 2     |
| Egipto                       |                              |                              |                              |                              |                              |                              |                              |                              |                              |                              |                              | R1                           |                              | 1     |
| Madagascar                   |                              |                              |                              |                              |                              |                              |                              | R1                           |                              |                              |                              |                              |                              | 1     |
| Mauritania                   |                              |                              |                              |                              |                              |                              |                              |                              |                              |                              |                              |                              | Q                            | 1     |
| Mozambique                   |                              |                              |                              |                              |                              |                              |                              |                              |                              |                              | R1                           |                              |                              | 1     |
| Nigeria                      |                              | R1                           | QF                           |                              | R1                           | QF                           |                              |                              | R1                           | R1                           |                              |                              |                              | 6     |
| Senegal                      |                              |                              | QF                           | R1                           |                              | QF                           | R1                           | R1                           | QF                           | QF                           | 4º                           | R1                           | Q                            | 10    |
| Seychelles                   |                              |                              |                              |                              |                              |                              |                              |                              |                              |                              |                              |                              | Q                            | 1     |
| Sudáfrica                    | R1                           |                              |                              |                              |                              |                              |                              |                              |                              |                              |                              |                              |                              | 1     |
| Número total de clasificados | Número total de clasificados | Número total de clasificados | Número total de clasificados | Número total de clasificados | Número total de clasificados | Número total de clasificados | Número total de clasificados | Número total de clasificados | Número total de clasificados | Número total de clasificados | Número total de clasificados | Número total de clasificados | Número total de clasificados | 9     |

- En 2005 no se realizó ninguna clasificación y Sudáfrica fue seleccionada para representar a la CAF en la Copa Mundial de la FIFA.

### Simbología
| - 1º – Campeón - 2º – Finalista - 3º – 3º Lugar - 4º – 4º Lugar | - QF – Cuartos de final - R1 – Fase de grupos - q – Clasificado - – Anfitrión |

## Clasificación general
- Actualizado a la edición 2022.

| Pos. | Selección       | Part. | PJ | G  | G+ | GP | D  | GF  | GC  | Dif  | Pts |
| ---- | --------------- | ----- | -- | -- | -- | -- | -- | --- | --- | ---- | --- |
| 1    | Senegal         | 10    | 47 | 36 | 1  | 3  | 7  | 275 | 148 | +127 | 113 |
| 2    | Nigeria         | 9     | 40 | 24 | 2  | 1  | 13 | 237 | 169 | +68  | 77  |
| 3    | Egipto          | 11    | 48 | 22 | 1  | 3  | 22 | 226 | 183 | +41  | 71  |
| 4    | Marruecos       | 9     | 38 | 20 | 0  | 0  | 18 | 163 | 143 | +20  | 60  |
| 5    | Costa de Marfil | 9     | 40 | 16 | 1  | 4  | 19 | 180 | 185 | –5   | 54  |
| 6    | Madagascar      | 6     | 25 | 9  | 2  | 2  | 12 | 120 | 111 | +9   | 33  |
| 7    | Camerún         | 3     | 12 | 6  | 0  | 1  | 5  | 55  | 55  | 0    | 19  |
| 8    | Mozambique      | 5     | 18 | 6  | 0  | 1  | 11 | 59  | 89  | –30  | 19  |
| 9    | Sudáfrica       | 5     | 15 | 4  | 0  | 0  | 11 | 60  | 65  | –5   | 12  |
| 10   | Uganda          | 2     | 8  | 2  | 0  | 1  | 5  | 26  | 44  | –18  | 7   |
| 11   | Ghana           | 3     | 12 | 2  | 0  | 0  | 10 | 48  | 76  | –28  | 6   |
| 12   | Cabo Verde      | 2     | 7  | 1  | 0  | 1  | 5  | 22  | 46  | –24  | 4   |
| 13   | Argelia         | 1     | 3  | 1  | 0  | 0  | 2  | 14  | 19  | –5   | 3   |
| 14   | Libia           | 5     | 16 | 1  | 0  | 0  | 15 | 63  | 109 | –46  | 3   |
| 15   | Tanzania        | 2     | 8  | 0  | 1  | 0  | 7  | 20  | 42  | –22  | 2   |
| 16   | Malaui          | 1     | 3  | 0  | 0  | 0  | 3  | 11  | 17  | –6   | 0   |
| 17   | Mauricio        | 1     | 2  | 0  | 0  | 0  | 2  | 3   | 23  | –20  | 0   |
| 18   | Seychelles      | 2     | 8  | 0  | 0  | 0  | 8  | 12  | 58  | –46  | 0   |